# Свинцово (Московская область)
Свинцово — деревня в Можайском районе Московской области в составе Юрловского сельского поселения. Численность постоянного населения по Всероссийской переписи 2010 года — 6 человек. До 2006 года Свинцово входило в состав Губинского сельского округа.
Деревня расположена в южной части района, недалеко от границы с Калужской областью, на безымянном правом притоке реки Песочная (приток реки Протва), примерно в 30 км к юго-западу от Можайска, высота центра над уровнем моря 243 м. Ближайший населённый пункт — Лопатино в 1,5 км на юго-восток.